# برگلی (آیداهو)
برگلی (به انگلیسی: Burley) شهری در شهرستان کاسیا ایالت آیداهو است که جمعیت آن در سرشماری سال ۲۰۱۰ میلادی ۱۰٬۳۴۵ نفر بوده است.

## موقعیت جغرافیایی
موقعیت جغرافیایی شهرها و مناطق اطراف به شرح زیر است: